# 圣普里瓦迪德拉贡
圣普里瓦迪德拉贡（法語：Saint-Privat-du-Dragon，法語發音：[sɛ̃ pʁiva dy dʁaɡɔ̃]）是法国上卢瓦尔省的一个市镇，位于该省西部，属于布里尤德区。

## 地理
圣普里瓦迪德拉贡（45°11'18"N, 3°26'49"E）面积21.66 平方千米，位于法国奥弗涅-罗讷-阿尔卑斯大区上盧瓦爾省，该省份为法国中南部省份，北起多姆山省和卢瓦尔省，西接康塔爾省，南至洛泽尔省，东临阿尔代什省。
与圣普里瓦迪德拉贡接壤的市镇（或旧市镇、城区）包括：布拉萨克、塞尔扎、希亚克、拉绍梅特、库特日、拉武特希亚克、圣伊尔皮兹、萨尔聚、旧布里尤德。

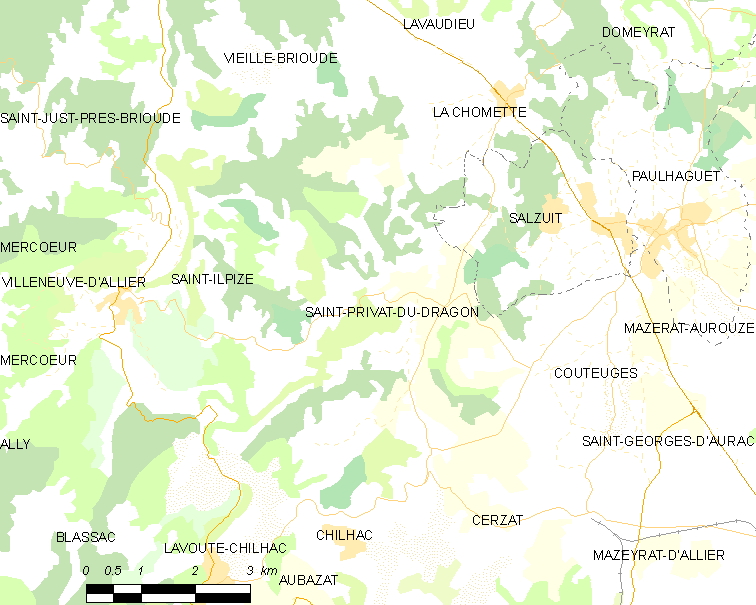
圣普里瓦迪德拉贡的OSM定位图

圣普里瓦迪德拉贡的时区为UTC+01:00、UTC+02:00（夏令时）。

## 行政
圣普里瓦迪德拉贡的邮政编码为43380，INSEE市镇编码为43222。

## 政治
圣普里瓦迪德拉贡所属的省级选区为拉法耶特地区县。

## 人口

1962-2008年间圣普里瓦迪德拉贡人口变化图示

圣普里瓦迪德拉贡于2022年1月1日时的人口数量为166人。

## 交通
上卢瓦尔省省道D22线和D41线在境内交汇，D4线经过境内东南侧。